# I genitori di mia moglie
I genitori di mia moglie è un cortometraggio comico muto scritto, diretto e interpretato da Buster Keaton.
Del film esiste una versione della RAI con i cartelli letti da Daniele Formica.

## Trama
Un donnone porta Buster in tribunale perché crede che egli le abbia rotto una finestra. Il giudice però è polacco e per errore li sposa. I quattro fratelli brutali della nuova moglie e lei stessa maltrattano Buster. Uno dei suoi cognati però trova una lettera nel suo vestito e crede che abbia vinto centomila dollari. Allora cominciano a trattarlo bene e comprano una casa di lusso. Scoperto che Buster non deve ereditare assolutamente niente tentano di ucciderlo ma egli, dopo avere per sbaglio lievitato un'enorme quantità di birra, riesce a fuggire dai suoi nemici e fugge in treno.